# 권율로
권율로(Gwonyul-ro)는 경기도 양주시 장흥면 장흥교차로에서 양주시 광적면 광석교를 잇는 도로이다.

## 주요 경유지
경기도
- 양주시 (장흥면 - 백석읍 - 광적면)

## 노선
| 이름           | 접속 노선                        | 소재지 | 소재지 | 비고                           |
| -------------- | -------------------------------- | ------ | ------ | ------------------------------ |
| 장흥 교차로    | 호국로                           | 양주시 | 장흥면 |                                |
| (이름없음)     |                                  | 양주시 | 장흥면 |                                |
| 권율교         |                                  | 양주시 | 장흥면 |                                |
| 장군교         |                                  | 양주시 | 장흥면 |                                |
| 석현삼거리     | 가마골로                         | 양주시 | 장흥면 |                                |
| 말머리고개     |                                  | 양주시 | 백석읍 |                                |
| (이름없음)     | 국가지원지방도 제98호선 (기산로) | 양주시 | 백석읍 | 국가지원지방도 제98호선과 중복 |
| 소사고개       |                                  | 양주시 | 백석읍 | 국가지원지방도 제98호선과 중복 |
| 홍죽 교차로    | 연곡로                           | 양주시 | 백석읍 | 국가지원지방도 제98호선과 중복 |
| 단촌삼거리     | 국가지원지방도 제98호선 (중앙로) | 양주시 | 백석읍 | 국가지원지방도 제98호선과 중복 |
| 백석교         |                                  | 양주시 | 광적면 |                                |
| 문예회관삼거리 | 부흥로618번길                    | 양주시 | 광적면 |                                |
| (이름없음)     | 지방도 제360호선 (부흥로)        | 양주시 | 광적면 |                                |
| 광석교         |                                  | 양주시 | 광적면 |                                |
| 광석사거리     | 지방도 제371호선 (광석로)        | 양주시 | 광적면 |                                |

## 주요 건물 및 시설
- 장흥면 행정복지센터 (권율로 7/일영리 137-2)
- 장흥보건지소 (권율로 7/일영리 137-2)
- 세븐일레븐 장흥유원지점 (권율로 95/일영리 53-3)
- 알뜰 도훈주유소 (권율로 111/일영리 46-2)
- CU 장흥예술거리점 (권율로 111/일영리 46-2)
- CU 백석점 (권율로 1125/홍죽리 714-2)
- 세븐일레븐 (권율로 1257/홍죽리 961)
- SK에너지 효성셀프 주유소 (권율로 1297/홍죽리 33-5)
- 미니스톱 홍죽산단점 (권율로 1307/홍죽리 34-5)
- SK에너지 조광셀프 주유소 (권율로 1375/오산리 632-1)
- 현대자동차 블루핸즈 오산점 (권율로 1385/오산리 630-1)
- 이마트24 양주한승점 (권율로 1447/오산리 296)